# Kocioł Małego Stawu

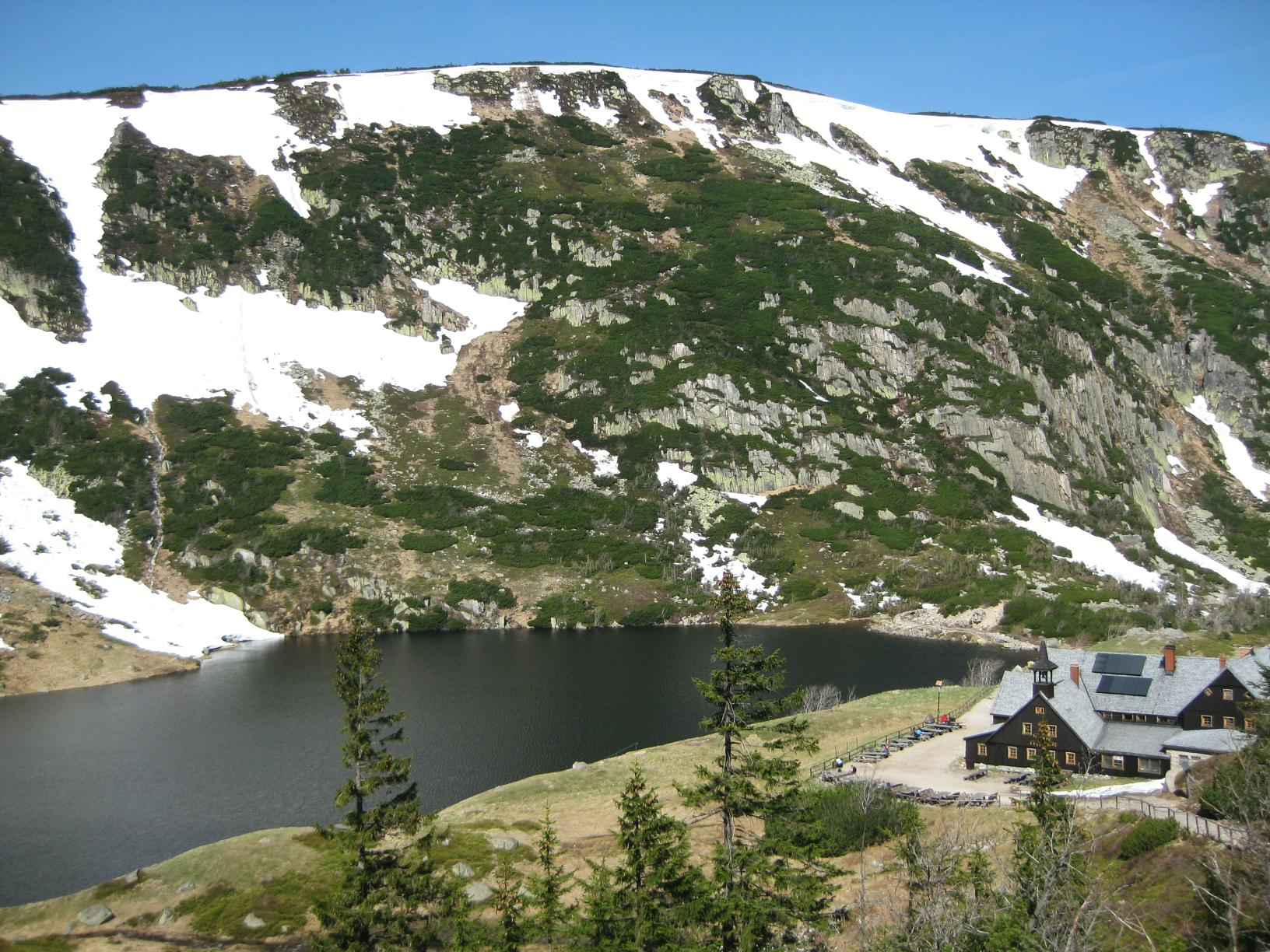
Schronisko „Samotnia” i kocioł Małego Stawu (maj 2012)

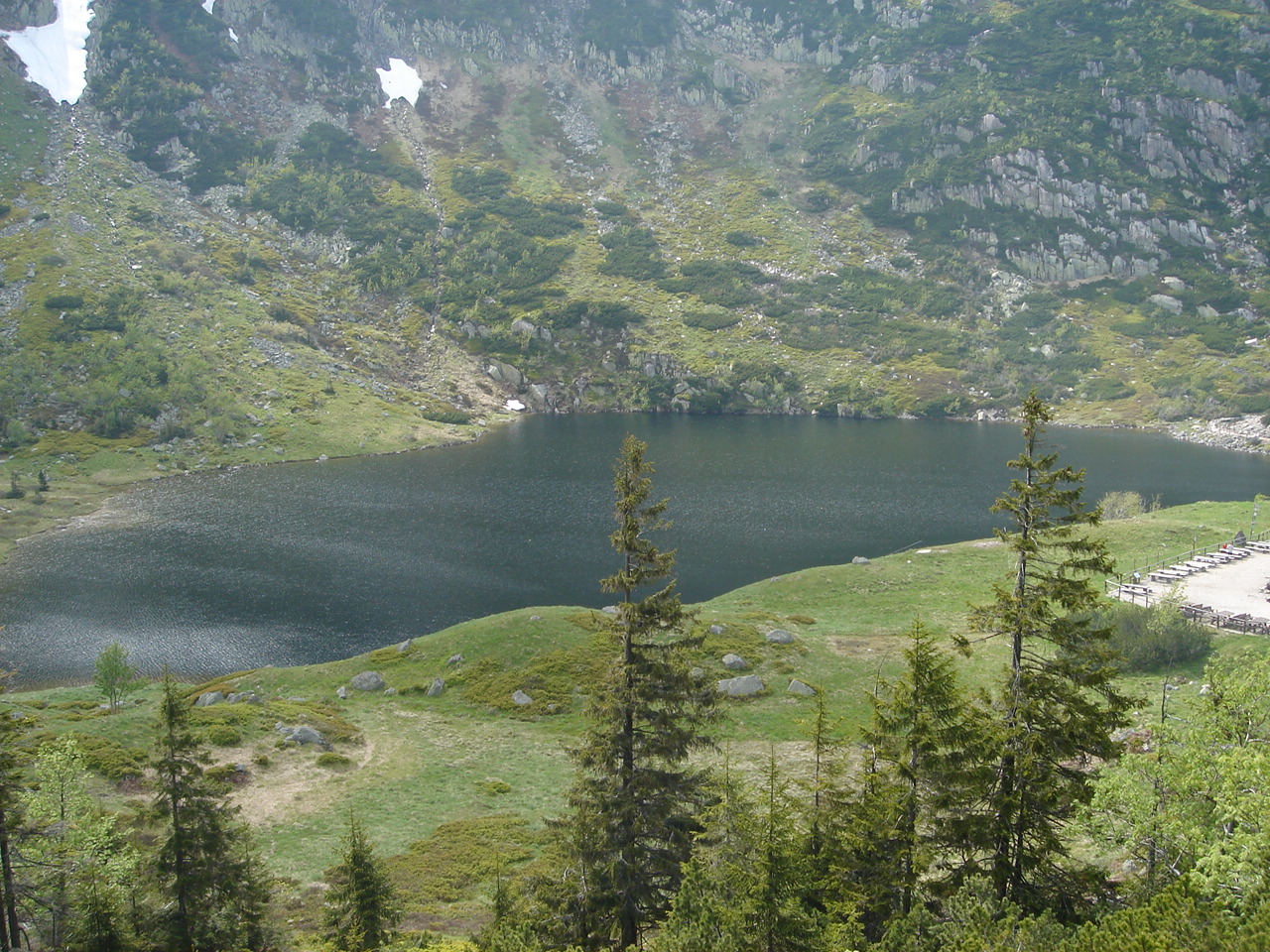
Mały Staw

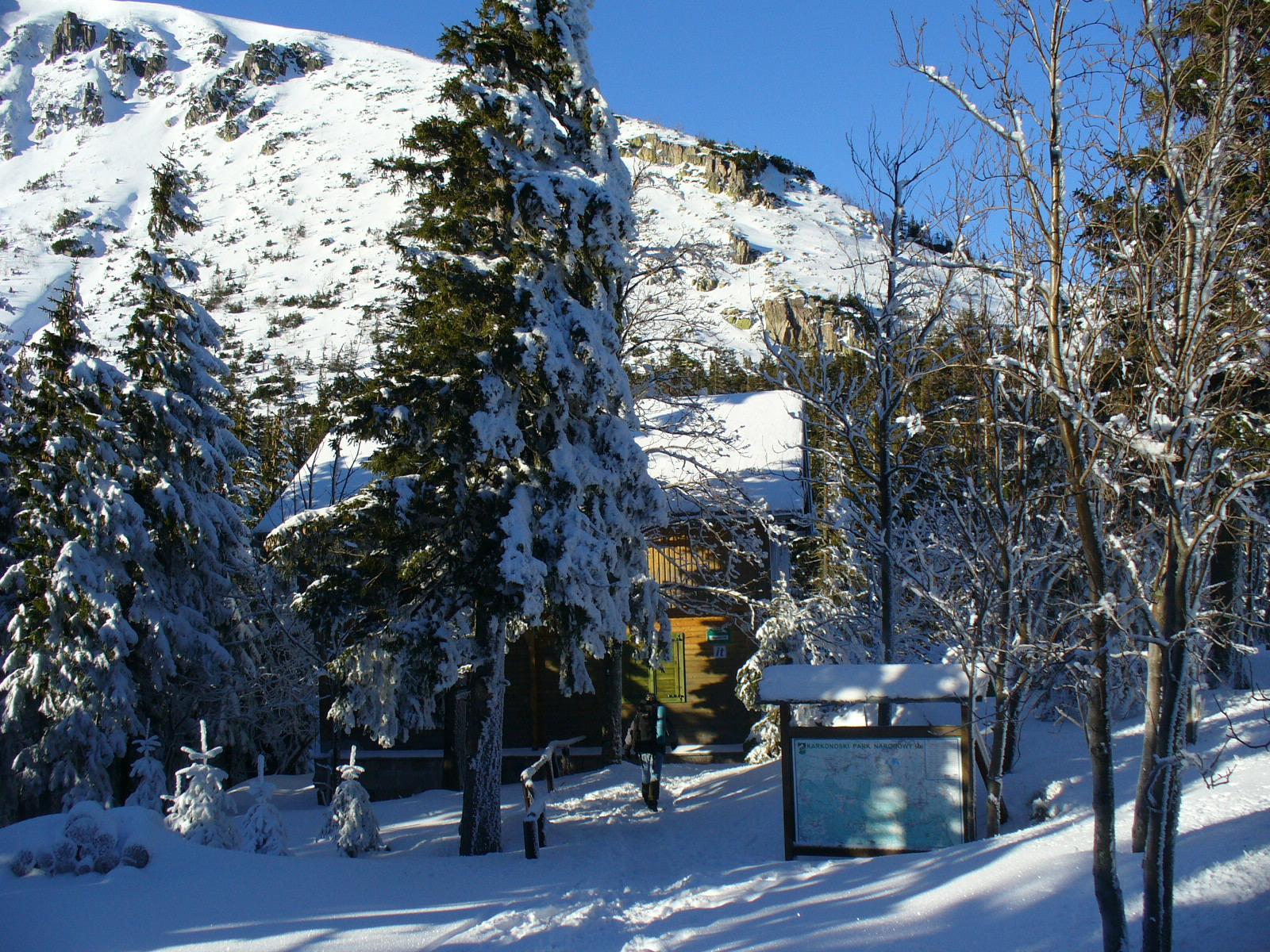
Dawny Domek Myśliwski, obecnie ośrodek informacyjny KPN

Kocioł Małego Stawu – kocioł polodowcowy w Karkonoszach w Sudetach Zachodnich. Znajduje się w środkowo-wschodniej części Karkonoszy, u wschodniego krańca Śląskiego Grzbietu. Podcina on północno-wschodnie zbocza Smogorni (1489 m n.p.m.) i Równi pod Śnieżką (1400 m n.p.m.). Jego ściany są wysokie na około 200 m. Dno znajduje się na wysokości 1183 m n.p.m.
Na dnie kotła powstało jezioro cyrkowe Mały Staw. Niecka Małego Stawu jest zamknięta od północy moreną czołową ostatniego etapu zlodowacenia. Moreny czołowe, boczne oraz moreny denne starszych etapów zlodowacenia występują na przestrzeni około 2 km poniżej kotła w kierunku północnym. Najniższe moreny występują na wysokości 800–820 m n.p.m. Największy zasięg lodowca wynosił 3500 m. Lodowiec górski wypływający z Kotła Małego Stawu łączył się z lodowcem wypływającym z Kotła Wielkiego Stawu i w związku z czym kotły mają wspólną część moren powstałych w starszych etapach zlodowacenia.
Ściany kotła pocięte są kilkoma żlebami i porośnięte bogatą roślinnością subalpejską. U wylotu żlebów powstały stożki piargowe, które zasypują jezioro.
Kocioł powstał w plejstocenie, prawdopodobnie w czasie ostatniego zlodowacenia (bałtyckiego).
W północno-wschodniej części kotła, nad Małym Stawem, znajduje się Schronisko PTTK „Samotnia”.
Na garbie morenowym, zamykającym od północy Kocioł Małego Stawu, na wysokości 1158 m n.p.m. znajduje się dawny Domek Myśliwski, wzniesiony w 1924 roku na polecenie hrabiego Schaffgotscha jako St. Leonard am Kleine Teich (Św. Leonard nad Małym Stawem). Jest to drewniany budynek z piętrem pokrytym deskami ułożonymi pionowo, przykryty dwuspadowym dachem. Po II wojnie światowej początkowo pełnił funkcję prywatnego schroniska, później mieściła się w nim gajówka, a po utworzeniu w 1959 roku parku narodowego mieściła się w nim Stacja Naukowo-Badawcza Karkonoskiego Parku Narodowego. Z końcem 1963 roku obiekt wydzierżawił Akademicki Klub Turystyczny z Wrocławia i w 1964 roku uruchomił w nim schronisko studenckie z 30 miejscami noclegowymi. W latach 70. XX wieku Domek Myśliwski przeszedł remont, a obecnie jest ośrodkiem informacyjnym parku.
W Wielkim Żlebie (Slalomowym) uprawiano, z przerwami ze względu na wymogi ochrony przyrody, zawody narciarskie ("Slalom Wiosenny", "Slalom Czekoladowy", zawody o "Puchar Samotni").
Kocioł Małego Stawu stanowi niebezpieczne miejsce zimą, schodzą tu liczne groźne lawiny i dlatego szlaki turystyczne mogą być okresowo zamknięte.

## Szlaki turystyczne
Przez Kocioł Małego Stawu przechodzi szlak turystyczny:
- ze Smogorni do schronisko PTTK „Strzecha Akademicka”.